# Wagoner's Lad
Wagoner's Lad (conosciuta anche con il titolo My Horses Ain't Hungry) è una canzone popolare, comparsa per la prima volta senza crediti e senza spartito in un libro del 1734, The Vocal Miscellany.

## Descrizione
Una giovane donna è corteggiata dal «ragazzo del carro» del titolo del brano. Ai genitori di lei il ragazzo non piace perché povero. Lui dice a lei che è autosufficiente e non si vergogna del suo stato, e le annuncia che sarebbe andato via; lei gli chiede di trattenersi, ma lui rifiuta. Lei si lamenta del duro destino delle donne.

## Altre versioni
Questa canzone, che a malapena si qualifica come una ballata anche nelle sue forme complete, ha prodotto molti brani derivati; il più noto è On Top of Old Smokey. Tuttavia, è molto difficile distinguere alcune versioni di questo da Rye Whisky, visto che i due brani hanno molti versi in comune. Bob Dylan aveva dichiarato che la struttura melodica della sua canzone Farewell, Angelina era stata ripresa da una canzone dei marinai scozzesi dei primi anni 1850 di George Scroggie intitolata Farewell to Tarwathie: quest'ultima canzone, a sua volta, era stata ispirata dalla vecchia melodia tradizionale di Wagoner's Lad.

## Incisioni
Nell'era dei 78 giri fu registrato da Grayson & Whitter (con il titolo My Mind Is to Marry), Buell Kazee (Brunswick 213B, 1928), Kelly Harrell (Victor 20103, 1926, come My Horses Ain't Hungry) e Vernon Dalhart (Edison 52077, 1927, anche come My Horses Ain't Hungry). Nel 1961 Joan Baez l'ha pubblicata nell'album Joan Baez, Vol. 2.